# خوسيه بوريغو
خوسيه بوريغو (بالإسبانية: Elías Borrego)‏ هو لاعب كرة قدم أرجنتيني، ولد في 19 يوليو 1990 في بوينس آيرس في الأرجنتين. لعب مع فيرو كاريل أويستي.

## وصلات خارجية
- خوسيه بوريغو على موقع Soccerway.com (الإنجليزية)